# Karadzjovo
Karadzjovo (bulgariska: Караджово) är ett distrikt i Bulgarien.   Det ligger i kommunen Obsjtina Sadovo och regionen Plovdiv, i den centrala delen av landet, 150 km sydost om huvudstaden Sofia.
Trakten runt Karadzjovo består till största delen av jordbruksmark. Runt Karadzjovo är det ganska tätbefolkat, med 80 invånare per kvadratkilometer.